# Mail.Ru
Mail — підсанкційний російський Інтернет-портал, один з найбільших безкоштовних сервісів електронної пошти російськомовного сектору інтернету.

## Про сервіс
Mail.ru надає користувачам поштову скриньку необмеженого розміру з перекладачем, перевіркою правопису, архівом для зберігання фотографій тощо. Під «необмеженим розміром» мається на увазі, що кожного разу, коли у скриньці лишається менш ніж 500 Мб вільного місця, користувач отримує листа з пропозицією безкоштовно збільшити обсяг на 2 Гб.
Як портал Mail.ru надає понад 40 Інтернет-сервісів, зокрема, соціальна мережа Мой Мир@Mail.Ru (що нараховує понад 13 млн зареєстрованих профілів), фотохостинг Фото@Mail.Ru (користувачі якого зберігають близько 170 млн фотографій) тощо. Для модулів Mail.ru характерно активне поширення за рахунок продуктів інших компаній та встановлення за замовчуванням. При цьому користувача не завжди попереджають про можливе встановлення цих модулів; але навіть у тих випадках, коли користувач знімає відповідні галочки у вікні вибору конфігурації встановлення за замовчуванням, дуже часто відбувається нахабне встановлення цих модулів і нав'язливих сервісів Mail.ru.
У серпні 2024 року VK провела ребрендинг Mail.ru в результаті якого з назви зникло ім'я домену (.ru), до палітри логотипу додався оновлений синій, білий і салатовий. Також у Mail з'явився маскот — білий пес Байт.

## Статистика відвідування
Третю сходинку за показником частки української аудиторії на вересень 2010 року отримав російський портал та поштовий сервіс mail.ru: частка — 38 % (частка ресурсу серед усіх користувачів інтернету за день), охоплення — 75 % (частка усіх інтернет-користувачів, які відвідали ресурс за звітний період хоча б один раз).
За даними ТНС Ґеллап Медіа на березень 2008 р. щомісячна аудиторія сервісу перевищує 45 млн унікальних відвідувачів, які переглянули близько 6,1 млрд сторінок. За даними Alexa The Web Information Company станом на 21.05.2017 найвідвідуваніший Mail.ru у таких країнах:
| Країна      | Місце |
| ----------- | ----- |
| Казахстан   | 4     |
| Узбекистан  | 5     |
| Білорусь    | 5     |
| Росія       | 5     |
| Азербайджан | 5     |
| Україна     | 7     |
| Німеччина   | 19    |

## Історія
- 20 лютого 2001 — злиття двох російських інтернет-компаній Port.ru і netBridge під брендом Port.ru.
- 15 жовтня 2001 — акціонерами було ухвалене рішення про зміну бренду Port.ru на більш популярний Mail.ru.
- Навесні 2002 — збільшено кількість доменів у поштовій службі Mail.ru, відтоді доступними доменами для реєстрації поштових скриньок, крім mail.ru, є inbox.ru, bk.ru, list.ru.
- 2003 — початок роботи пошукового сервісу, для цього була придбана ліцензія на використання пошукової технології Google WebSearch.
- 16 жовтня 2004 — зареєстровано 20-мільйонну поштову скриньку.
- Травень 2007 — запуск соціальної мережі Мой Мир@Mail.Ru.
- Червень 2007 — запуск власної пошукової технології під незалежним брендом GoGo.Ru.
- 2009 — після кількох років переговорів український домен mail.ua було продано компанії mail.ru.[8]
- Квітень 2013 — запуск реєстрації пошти в доменній зоні mail.ua, які базуються на mail.ru.[9]

Наказом № 133/2017 від 15 травня 2017 року Президент України Петро Порошенко ввів у дію рішення РНБО України від 28 квітня 2017 року «Про застосування персональних спеціальних економічних та інших обмежувальних заходів (санкцій)» яким заборонив інтернет-провайдерам надавати послуги з доступу користувачам мережі інтернет до низки російських інформаційних ресурсів та порталів, зокрема, й соціальних мереж ВКонтакте та Одноклассники та порталів Яндекс і Mail.ru.
У вересні 2022 року додатки VK та Mail.ru було видалено з AppStore.
В Україні тривають роботи з блокування веб-ресурсів, які належать російським розробникам або якимось чином пов'язані з громадянами Росії. Таким чином, 6 липня 2023 року було опубліковано нове Розпорядження НЦУ № 461/1292 про блокування доменних імен.

## Власники
Власниками Mail.ru Group станом на 18.09.2012 року є:
| Власники Mail.ru Group:                     | Власники Mail.ru Group: | Власники Mail.ru Group: | Власники Mail.ru Group: |
| ------------------------------------------- | ----------------------- | ----------------------- | ----------------------- |
| Назва акціонера                             | Відсоток акцій (%)      | Звичайні акції          | Привілейовані акції     |
| Власники GDR                                | 35.8                    | ?                       | ?                       |
| MIH (Південно-Африканський холдинг Naspers) | 29.0                    | ?                       | ?                       |
| NMT (New Media Technologies)                | 25.3                    | ?                       | ?                       |
| Tencent                                     | 7.8                     | ?                       | ?                       |
| Засновники, працівники                      | 2.0                     | ?                       | ?                       |
| Інші акціонери                              | 0.1                     | ?                       | ?                       |
| Всього                                      | 100.0                   | 113 036 211             | 96 068 000              |

Коли Naspers Limited придбав в січні 2007 р. 30 % Mail.ru за $165 млн, Naspers оцінила всю компанію в $550 млн. У листопаді Naspers докупив ще 2,6 % виходячи з удвічі більше високої оцінки всієї Mail.ru — $1 млрд.

## Виноски
1. ↑  Alexa.com — 1996.
2. ↑  Допомога Пошта@Mail.Ru - Обсяг поштової скриньки. help.mail.ru. Процитовано 6 серпня 2016.
3. 1 2  
Zillya: Як видалити сервіси mail.ru. Zillya!. 17 вересня 2014. Процитовано 6 серпня 2016.
4. 1 2  Як видалити mail.ru з комп'ютера - повноцінна і надійна покрокова інструкція. Київський пласт. 18 лютого 2016. Архів оригіналу за 8 серпня 2016. Процитовано 6 серпня 2016.
5. ↑  Mail убрал из логотипа российскую доменную зону. РБК (рос.). 27 серпня 2024. Процитовано 27 серпня 2024.
6. ↑  InMind: найпопулярніші інтернет-ресурси в Україні - google.com.ua та vkontakte.ru. Телекритика. 6 жовтня 2010. Архів оригіналу за 30 листопада 2010. Процитовано 12 жовтня 2010.
7. ↑  TNS Gallup Media. Архів оригіналу за 25 липня 2008. Процитовано 25 липня 2008. [Архівовано 2008-07-25 у Wayback Machine.]
8. ↑  Mail.ru Group приобрела домен Mail.ua - InternetUA. internetua.com. Процитовано 12 квітня 2016.
9. ↑  Mail.Ru открыла регистрацию почтовых адресов в домене mail.ua. AIN.UA. Архів оригіналу за 27 квітня 2013. Процитовано 12 квітня 2016. [Архівовано 2013-04-27 у Wayback Machine.]
10. ↑  Порошенко підписав наказ про заборону "Яндекс", "Вконтакте" й "Одноклассники". День. 16 травня, 2017.
11. ↑  Олег Дмитренко (17 Травня 2017). Указ про блокування ВКонтакте, Яндекс та Mail.Ru опубліковано, і він набрав чинності. Watcher. Архів оригіналу за 20 травня 2017. Процитовано 19 травня 2017.
12. ↑  З AppStore видалені мобільні додатки VK та Mail.ru. РБК-Украина (укр.). Процитовано 28 вересня 2022.
13. ↑  Реєстр заблокованих сайтів ⛔ Список заборонених в Україні сайтів. uablocklist.com. Архів оригіналу за 23 серпня 2023. Процитовано 23 серпня 2023.
14. ↑  Архівована копія. Архів оригіналу за 16 лютого 2013. Процитовано 18 лютого 2013.{{cite web}}:  Обслуговування CS1: Сторінки з текстом «archived copy» як значення параметру title (посилання)
15. ↑   Належить Алішеру Усманову